# Liste du patrimoine mondial à Sainte-Lucie
Cet article recense les sites inscrits au patrimoine mondial à Sainte-Lucie.

## Statistiques
Sainte-Lucie ratifie la Convention pour la protection du patrimoine mondial, culturel et naturel le 14 octobre 1991. Le premier site protégé est inscrit en 2004.
En 2013, Sainte-Lucie compte un site inscrit au patrimoine mondial, naturel.

## Patrimoine mondial
Le site suivant est inscrit au patrimoine mondial.
| Id.  | Bien                       | District  | Année | Superficie (ha) | Critères et notes      | Coordonnées                  | Illus. |
| ---- | -------------------------- | --------- | ----- | --------------- | ---------------------- | ---------------------------- | ------ |
| 1161 | Zone de gestion des Pitons | Soufrière | 2004  | 2 909           | Naturel, (vii), (viii) | 13° 48′ 25″ N, 61° 04′ 12″ O |        |